# Saint-Jean-de-Maruéjols-et-Avéjan
Saint-Jean-de-Maruéjols-et-Avéjan là một xã ở tỉnh Gard. Xã này có diện tích 17,3 km², dân số năm 1999 là 810 người. Khu vực này có độ cao trung bình 125 mét trên mực nước biển.